# Bergland Wittgenstein
Koordinaten: 51° 6′ 33″ N, 8° 29′ 31″ O
Das Naturschutzgebiet Bergland Wittgenstein liegt auf dem Gebiet der Stadt Bad Berleburg im Kreis Siegen-Wittgenstein in Nordrhein-Westfalen. Es nimmt Teile des Westens des Massivs der Ziegenhelle im Rothaargebirge ein mit dem nordwestlichen Eckpfeiler Zwistberg (747 m ü. NHN) und dem südwestlichen Eckpfeiler Homburg (721,8 m).
Das aus drei Teilflächen bestehende etwa 991 ha große Gebiet, das im Jahr 2004 unter der Schlüsselnummer SI-089 unter Naturschutz gestellt wurde, erstreckt sich nordöstlich der Kernstadt Bad Berleburg und südwestlich von Züschen, einem Stadtteil von Winterberg im Hochsauerlandkreis. Nordwestlich des Gebietes verläuft die B 236 und südwestlich die B 480.